# Juan P. Oliver
Juan Pablo Oliver (n. 1906; m. 1 de marzo de 1985 en Buenos Aires) fue un historiador y abogado argentino.

## Biografía
Juan Pablo Oliver integró en 1943-1944 la Comisión que produjo el llamado Informe Rodríguez Conde sobre la acción monopolista de las empresas eléctricas en la Ciudad de Buenos Aires y los actos de corrupción conocidos como escándalo de la CHADE entre 1933 y 1936.
Se desempeñó como profesor de Historia Económica Argentina en la Facultad de Ciencias Económicas de la Universidad de Buenos Aires. 
Como historiador se encuadró en la escuela revisionista. Perteneció al Instituto Nacional de Investigaciones Históricas Juan Manuel de Rosas y fue asiduo colaborador de la revista del Instituto de Investigaciones Históricas Juan Manuel de Rosas.

## Obra
Ha sido autor de los siguientes libros:
- La política económica de Rosas
- Los unitarios y el capitalismo extranjero
- El verdadero Alberdi (1976)